# Classe Nagato
La classe Nagato est une classe de deux cuirassés construits pour la Marine impériale japonaise peu après la Première Guerre mondiale. Le Nagato et le Mutsu participent tous les deux à la Seconde Guerre mondiale, le premier étant utilisé comme cible pour des essais nucléaires après la fin de celle-ci et le second étant détruit par une explosion accidentelle en 1943.

## Conception

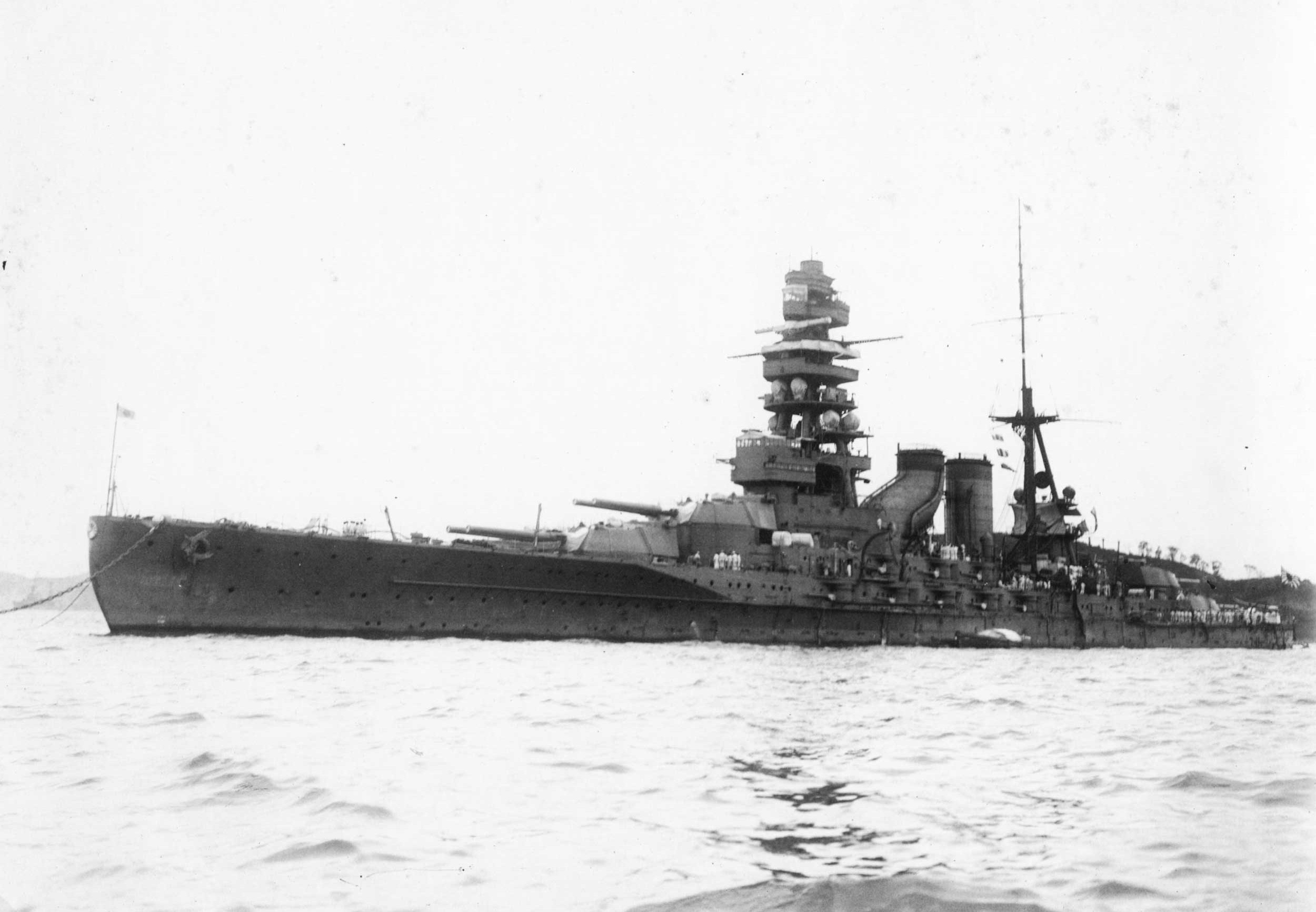
Le Nagato à l'ancre à Yokosuka, en octobre 1927

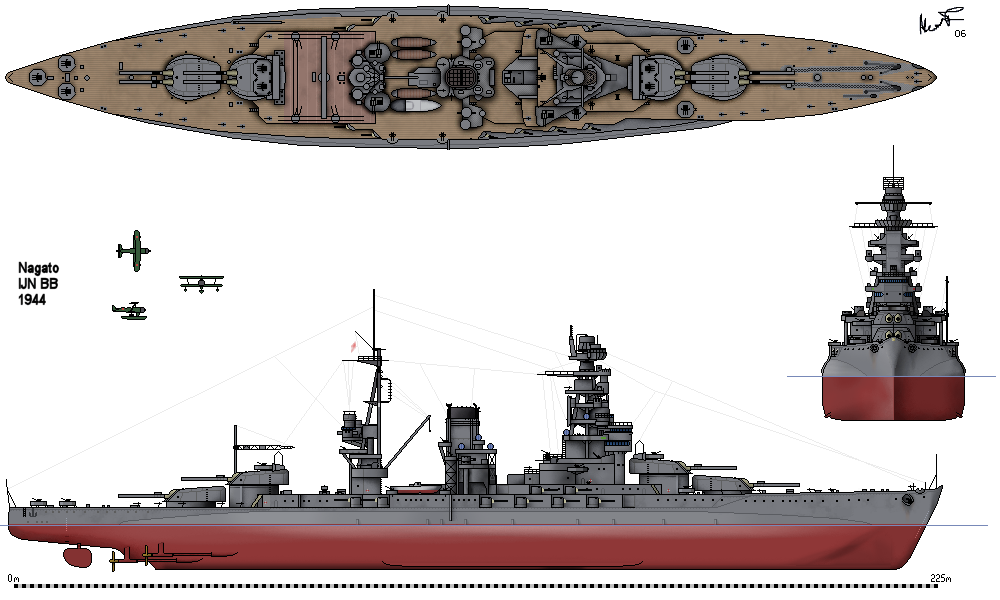
Dessin du Nagato en 1944

La classe Nagato est la première classe de cuirassés entièrement conçue par les Japonais. Leur conception est l’œuvre de l'ingénieur et capitaine de la marine impériale japonaise Yuzuru Hiraga, et cela se voit dans la forme originale de la proue, habituellement apanage des croiseurs légers. Les plans sont finis dès 1916, quatre mois avant ceux de l'USS Maryland selon les Japonais, en faisant les premiers cuirassés équipés de canons de 16 pouces (406 mm). Le passage du 14 pouces (356 mm) à un tel calibre est imposé par le ministre de la Marine de l'époque, l'amiral Katō Tomosaburō.
Rapides, les Nagato sont considérés comme les équivalents japonais des cuirassés britanniques de la classe Queen Elizabeth. Lors des essais en octobre 1920, le Nagato atteint ainsi les 26,7 nœuds (49,4 km/h), ses 34 000 tonnes étant propulsées par des turbines développant 95 500 chevaux. Les cuirassés de la classe Nagato sont facilement reconnaissables à leur mât à sept pieds, conçu pour être rigide et supporter le poste principal de tir. Le blindage marque une rupture avec les classes précédentes et plus conforme aux approches américaine et britannique du « all or nothing » : les extrémités sont peu épaisses et il n'y a pas de blindage latéral au-dessus de la ceinture principale. Néanmoins, le blindage sous-marin reste épais, ce qui est typique de la conception japonaise de l'époque.
Les cuirassés de la classe Nagato sont armés de quatre tourelles doubles de 41 cm, deux à l'avant et deux à l'arrière. L'armement secondaire est constitué de 20 canons de 14 cm (en) et de 4 canons antiaériens de 8 cm Type 41. Ils disposent également de 8 tubes lance-torpilles de 533 mm dont 4 sous la ligne de flottaison.
Dans les années 1930, les deux navires de la classe subissent une refonte : la hausse est notamment augmentée à 43° ce qui permet une portée de 28 000 m (au lieu de 20 000 m). Lors des essais port-reconstruction le Nagato développe 83 445 chevaux qui poussent ses 43 473 tonnes à 25,8 nœuds (47,8 km/h). Contrairement aux Fusō et aux Ise, la catapulte des Nagato et Mutsu est située à l'avant de la tourelle no 3.

## Unités de la classe
| Nom    | Chantier naval            | Construction  | Lancement       | Mise en service  | Fin de service                                       |
| ------ | ------------------------- | ------------- | --------------- | ---------------- | ---------------------------------------------------- |
| Nagato | Arsenal naval de Kure     | 28 août 1917  | 9 novembre 1919 | 25 novembre 1920 | Coulé lors d'essais nucléaires 25 juillet 1946.      |
| Mutsu  | Arsenal naval de Yokosuka | 1er juin 1918 | 31 mai 1920     | 22 novembre 1921 | Coulé par une explosion accidentelle le 8 juin 1943. |

## Histoire

### Entre-deux-guerres
Lancée en 1917, la construction du Nagato à l'arsenal naval de Kure se poursuit par son lancement en 1919 puis son armement en 1920. Le Mutsu est quant à lui commencé en 1918 à l'arsenal naval de Yokosuka puis lancé en 1920 avant d'entrer en service en 1921. Ils intègrent la première division de croiseurs ; en 1924, les deux cuirassés coulent l'obsolète Satsuma lors d'une séance d'entraînement, afin de respecter les termes du traité naval de Washington qui prévoit la diminution du tonnage total alloué à la Marine impériale japonaise. Le Nagato devient le navire amiral de la Flotte combinée en 1925, tandis que le Mutsu porte régulièrement la marque de l'empereur Hirohito lors de manœuvres en 1927 puis 1933. En 1937, lors de la Seconde Guerre sino-japonaise, les deux navires transportent des troupes vers Shanghai.

### Seconde Guerre mondiale
Lors de l'attaque sur Pearl Harbor, le Nagato porte la marque de l'amiral Yamamoto. Il se trouve alors dans l'archipel d'Ogasawara en compagnie de la deuxième division de cuirassés, composée de son sister-ship Mutsu, des cuirassés Ise, Fusō, Yamashiro, Hyūga, et du porte-avions léger Hōshō. Les deux cuirassés de la classe Nagato font partie de la 1re flotte lors de la bataille de Midway en juin 1942 ; ils participent à la récupération des naufragés des quatre porte-avions coulés par les Américains lors de l'engagement. Le Nagato devient ensuite le navire amiral de la 1re flotte et participe à des opérations de soutien lors de la bataille de Guadalcanal. Le Mutsu quant à lui participe de loin à la bataille des Salomon orientales, avant de rentrer au Japon.
Le 8 juin 1943, alors qu'il est à l'ancre non loin de l'île d'Hashira-jima en plein, le Mutsu se prépare à faire mouvement pour laisser la place à son sister-ship. Soudain, à 12 h 13, le magasin à poudre de la troisième tourelle explose, brisant le cuirassé en deux ; l'avant du navire coule instantanément, alors que l'arrière continue à flotter. Les vedettes du Nagato récupéreront 353 survivants sur les 1 474 personnes à bord ce jour-là, parmi lesquelles figuraient des instructeurs et des cadets de l'école d'aviation. L'enquête conclut a un acte de malveillance de la part d'un marin mécontent.
En août, le Nagato rejoint les îles Truk, puis les Palaos et enfin les îles Lingga en février 1944. Le 12 mai il arrive à Tawi-Tawi et est placé sous les ordres du vice-amiral Jisaburō Ozawa ; en juin il participe à la bataille de la mer des Philippines et en sort indemne. Il procède à des tirs de soutien lors de la bataille du golfe de Leyte, avant d'être endommagé par des bombardiers américains lors de la bataille de la mer de Sibuyan ; 38 morts et 105 blessés graves sont à déplorer. Lors de la bataille au large de Samar, le cuirassé ouvre le feu sur les porte-avions d'escorte américains et est légèrement touché par des bombes aériennes. Il retourne ensuite au Japon et est ancré à Yokosuka où il sert de batterie antiaérienne flottante jusqu'à la fin de la guerre.

### Après la guerre
Après la guerre, l'United States Navy prend le contrôle du Nagato. Des essais prouvent qu'il n'est pas en état de naviguer correctement à cause des dommages subis lors de raids aériens à la fin de la guerre. Il est alors désarmé puis utilisé comme cible lors des essais nucléaires menés lors de l'opération Crossroads. Le 24 juillet 1946, l'explosion Baker l'endommage fortement ; 5 jours après, il coule définitivement.